# William Constantine Culbertson

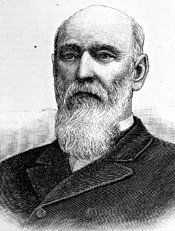
William Constantine Culbertson

William Constantine Culbertson (* 25. November 1825 in Edinboro, Erie County, Pennsylvania; † 24. Mai 1906 in Girard, Pennsylvania) war ein US-amerikanischer Politiker. Zwischen 1889 und 1891 vertrat er den Bundesstaat Pennsylvania im US-Repräsentantenhaus.

## Werdegang
William Culbertson besuchte die öffentlichen Schulen seiner Heimat. Danach war er im Holzgeschäft tätig. Dabei verschiffte er unter anderem Holz auf dem Allegheny River. Später betrieb er in Covington (Kentucky) ein Sägewerk. Im Jahr 1863 zog er nach Girard. Dann erwarb Culbertson größere Waldgrundstücke in verschiedenen Bundesstaaten, unter anderem in Michigan und Wisconsin. In Minnesota und im heimatlichen Pennsylvania engagierte er sich auch in der Landwirtschaft. Außerdem stieg er in das Bankgewerbe ein und wurde Präsident der Citizens’ National Bank of Corry, in Pennsylvania.
Politisch wurde Culbertson Mitglied der Republikanischen Partei. Bei den Kongresswahlen des Jahres 1888 wurde er im 26. Wahlbezirk von Pennsylvania in das US-Repräsentantenhaus in Washington, D.C. gewählt, wo er am 4. März 1889 die Nachfolge des Demokraten Norman Hall antrat. Da er im Jahr 1890 von seiner Partei nicht zur Wiederwahl nominiert wurde, konnte er bis zum 3. März 1891 nur eine Legislaturperiode im Kongress absolvieren.
Nach dem Ende seiner Zeit im US-Repräsentantenhaus setzte William Culbertson seine früheren Tätigkeiten fort. Er starb am 24. Mai 1906 in Girard, wo er auch beigesetzt wurde.